# Ирани, Боман
Боман Ирани (англ. Boman Irani; род. 2 декабря 1959 года) — индийский актёр и фотограф. Он стал широко известен исполнением комедийных ролей в таких фильмах как «3 идиота», «Дон. Главарь мафии», «Братан Мунна: Продавец счастья», «Я рядом с тобой!», «Близкие друзья», «Пикей», «Влюблённые» и «С Новым Годом!».

## Ранние годы
Боман Ирани родился 2 декабря 1959 года в Нагпаде, Мумбаи, в семье парсов, исповедующих зороастризм.
Его отец умер от воспаления почек в 28 лет, ещё до рождения младшего сына, и мать воспитывала Бомана и трёх его старших сестёр одна. Ирани окончил школу St. Mary’s School, а затем колледж Mithibai College в Мумбаи, где получил политехнический диплом. После этого он два года работал в сфере обслуживания в известной индийской гостинице Taj Mahal Palace & Tower. Когда Боману был 21 год его мать заболела, и ему пришлось вернуться работать в их семейный бизнес — небольшой магазинчик по производству и продаже картофельных вафлей в южном Мумбаи, который открыл ещё его отец. В это же время он помогал в развитии франшизы по продаже чипсов «Uncle Chips» в Дадаре, вплоть до закрытия фирмы в 1986 году.
В 1987 году Ирани увлекся фотографией, окончил курсы и стал работать профессиональным фотографом. Его дела шли успешно, он делал портфолио для участниц конкурса «Мисс Индия», и даже входил в состав его жюри.
В 1989 году Боман оказался в одном театре, где ему заказали портфолио известного актёра. По совету друзей Боман решил попробовать себя в новой отрасли.

## Карьера
Боман начал свою актёрскую карьеру в театре и на театральных подмостках проработал 14 лет. Сначала он играл в спектаклях, затем начал сниматься в рекламных роликах.
В Болливуде Ирани дебютировал в 2000 году в фильме «Азарт любви», где сыграл вместе с Шахрух Ханом. Но настоящая слава пришла к нему в 2003 году, после выхода комедии режиссёра Раджкумара Хирани «Братан Мунна: Продавец счастья». К тому времени Боману было уже 44 года. За эту роль он был номинирован на Filmfare Awards в номинации «Лучший комедийный актёр», но проиграл своему коллеге по фильму Санджаю Датту. Тем не менее, работу Бомана отметили премией Screen Weekly Award.
Дальше последовали такие успешные фильмы как «Я рядом с тобой!» (2004), за которую он снова был номинирован на премию Filmfare, «Вир и Зара» (2004), «Дон. Главарь мафии» (2006), «Братан Мунна 2» (2006), «Близкие друзья» (2008). В 2009 году Ирани сыграл роль директора колледжа Вируса в фильме режиссёра Раджкумара Хирани «3 идиота», за что был награждён Filmfare Award за лучшую мужскую роль второго плана. Затем Боман снялся в не менее успешных «Дон. Главарь мафии 2» (2011), «С Новым годом!» (2014), «Пикей» (2014) и «Влюблённые» (2015).
Свою первую роль на телугу он исполнил в фильме «Путь к дому тёти», сыграв дедушку героя Паван Кальяна. Однако, из-за незнания языка, его персонажа озвучил другой актёр.
Ирани вместе с актёром Ритешем Дешмукхом был ведущим награждения премии IIFA Awards в 2008, 2009, 2010 и в 2011 в Торонто.

## Личная жизнь
28 января 1985 года Боман женился на Зенобии (Zenobia). Они познакомились в 1982 году, когда Зенобия пришла в его магазин в качестве покупательницы. Молодые люди влюбились друг в друга через три месяца после этого и решили связать себя узами брака после трех лет ухаживаний. У них двое детей — сыновья Данеш (Danesh) и Каюр (Kayur), которые также стали актёрами.
Боман знает множество языков, включая английский, хинди, гуджарати, бенгальский и маратхи.
В 2014 году актёр занял первую строчку в списке топ-10 самых высокооплачиваемых актеров, с заработанными им за год $ 75 млн.
Боман — член организации актёров-парсов (Parsee Television Actors). Также он является её секретарём.

## Фильмография
| Год  |   | Русское название                   | Оригинальное название            | Роль                                 |
| ---- | - | ---------------------------------- | -------------------------------- | ------------------------------------ |
| 2001 | ф |                                    | Everybody Says I’m Fine! (англ.) | Мистер Миттал                        |
| 2002 | ф |                                    | Let’s Talk                       | Никхил                               |
| 2003 | ф | Ничего не бойся                    | Darna Mana Hai                   | Владелец отеля                       |
| 2003 | ф | Бум                                | Boom                             | Продавец алмазов (камео)             |
| 2003 | ф | Братан Мунна: Продавец счастья     | Munnabhai M.B.B.S.               | Доктор Джей Си Астхана               |
| 2004 | ф | Я рядом с тобой!                   | Main Hoon Na                     | Директор                             |
| 2004 | ф | Цель жизни                         | Lakshya                          | Мистер Шергилл                       |
| 2004 | ф | Вир и Зара                         | Veer-Zaara                       | Джахангир Хайат Хан                  |
| 2005 | ф | Третья страница                    | Page 3                           | Дипак Сури                           |
| 2005 | ф | Наперегонки со временем            | Waqt: The Race Against Time      | Нату                                 |
| 2005 | ф | Обвинение                          | My Wife's Murder                 | Инспектор Теджпал Рандхава           |
| 2005 | ф | В водовороте неприятностей         | No Entry!                        | Министр Пи Джей Гупта                |
| 2005 | ф | Я не убивал Ганди                  | Общественный обвинитель          |                                      |
| 2005 | ф | С доставкой на дом                 | Home Delivery: Aapko... Ghar Tak | Майкл Барнетт / Санта Клаус          |
| 2005 | ф | Вчера и завтра                     | Kal: Yesterday and Tomorrow      | Яшвант Дайал                         |
| 2005 | ф | Мастер блефа                       | Bluffmaster                      | Доктор Бхалерао                      |
| 2005 | ф |                                    | Being Cyrus                      | Фарокх Сетхна                        |
| 2006 | ф | До свадьбы                         | Shaadi Se Pehle                  | Доктор Рустам                        |
| 2006 | ф | Не оставляйте любимых в беде       | Pyare Mohan                      | Тони Алиас Дхолакия                  |
| 2006 | ф | Будь, что будет                    | Yun Hota To Kya Hota             | Заместитель комиссара                |
| 2006 | ф | Братан Мунна 2                     | Munnabhai M.B.B.S. 2             | Лаки Сингх                           |
| 2006 | ф | Дон. Главарь мафии                 | Don — The Chase Begins Again     | Зам. комиссара Де Силва / Вардхан    |
| 2007 | ф | Эклавия — княжеский страж          | Eklavya: The Royal Guard         | Рана Джаявардхан                     |
| 2007 | ф | Путешествие в медовый месяц        | Honeymoon Travels Pvt. Ltd.      | Оскар Фернандес                      |
| 2007 | ф | Привет, малышка!                   | Heyy Babyy                       | Бхарат Сахни                         |
| 2007 | ф | Забей гол!                         | Dhan Dhana Dhan Goal             | Тони Сингх                           |
| 2008 | ф | Любовь 2050                        | Love 2050                        | Профессор Ятин Кханна / Дядя Я       |
| 2008 | ф | Талисман удачи                     | Kismat Konnection                | Раджив Батра                         |
| 2008 | ф | Близкие друзья                     | Dostana                          | M (Мурали)                           |
| 2008 | ф | Наследники                         | Yuvvraaj                         | Доктор П. К. Бантон                  |
| 2008 | ф | Прости, брат!                      | Sorry Bhai!                      | Навин                                |
| 2009 | ф | Шанс на удачу                      | Luck by Chance                   | Диназ Азиз (камео)                   |
| 2009 | ф | Младший Зизу                       | Little Zizou                     | Боман Прессвала                      |
| 2009 | ф | Невероятная любовь                 | Kambakkht Ishq                   | Доктор (камео)                       |
| 2009 | ф | Фрукт и орех                       | Fruit and Nut                    | Махараджа Харри Холкар               |
| 2009 | ф | 3 идиота                           | 3 Idiots                         | Виру Сахастрабуддхе (Вирус)          |
| 2010 | ф | Колодец вырыт, папа                | Well Done Abba                   | Арман Али / Рахман Али               |
| 2010 | ф | Я, ты и призрак                    | Hum Tum Aur Ghost                | Капур                                |
| 2010 | ф | Жгучий перец                       | Mirch                            | Асу Хотмал                           |
| 2010 | ф | Полный дом                         | Housefull                        | Батукбхаи Патель                     |
| 2011 | ф | Ф.А.Л.Т.У.                         | F.A.L.T.U                        | директор школы Шарма                 |
| 2011 | ф | Игра / Остров                      | Game                             | О. П. Рамсаи                         |
| 2011 | ф | Любовь, расставания, жизнь         | Love Breakups Zindagi            | Отец Шейлы (камео)                   |
| 2011 | ф | Дон. Главарь мафии 2               | Don 2: The King is Back          | Вардхан                              |
| 2012 | ф | Я один и ты одна                   | Ek Main Aur Ekk Tu               | Отец Рахула                          |
| 2012 | ф | Полный дом 2                       | Housefull 2                      | Батук Патель                         |
| 2012 | ф | Неуправляемый                      | Tezz                             | Санджай Райна                        |
| 2012 | ф | Хочу Феррари                       | Ferrari Ki Sawaari               | Дебу                                 |
| 2012 | ф | Коктейль                           | Cocktail                         | Рандхир Капур (Рэнди)                |
| 2012 | ф | Ширин и Фархад — баловни судьбы    | Shirin Farhad Ki Toh Nikal Padi  | Фархад                               |
| 2012 | ф | Студент года                       | Student of the Year              | Харкишан Санан                       |
| 2013 | ф | Джолли — бакалавр юридических наук | Jolly LLB                        | Адвокат Раджпал                      |
| 2013 | ф | Путь к дому тёти                   | Attarintiki Daredi (тел.)        | Рагху Нандан                         |
| 2014 | ф | Молодая Индия / Наследник          | Youngistan                       | Премьер-министр Дашратх Каул (камео) |
| 2014 | ф | Призрак виллы Натхов 2             | Bhoothnath Returns               | Бхаусхеб                             |
| 2014 | ф | С Новым годом!                     | Happy New Year                   | Техмтон Ирани (Тамми)                |
| 2014 | ф | Пикей                              | PK                               | Черри Баджва                         |
| 2015 | ф |                                    | Bengal Tiger (тел.)              | Ашок Гаджапатхи                      |
| 2015 | ф | Влюблённые                         | Dilwale                          | Король                               |
| 2016 | ф | Полный дом 3                       | Housefull 3                      | Батук Патель                         |
| 2016 | ф |                                    | Ventilator (мар.)                | доктор Шрофф                         |
| 2017 | ф |                                    | FU: Friendship Unlimited (мар.)  |                                      |
| 2018 | ф |                                    | Agnyaathavaasi (тел.)            | Говинда Бхаргав                      |
| 2018 | ф |                                    | Drive                            | Ирфан                                |
| 2018 | ф |                                    | Naa Peru Surya (тел.)            |                                      |
| 2022 | ф | Полоса 34                          | Оригинальное название неизвестно | Нишант Сури, владелец авиакомпании   |

## Награды
| Год  | Премия            | Номинация                                           | Фильм                           | Результат |
| ---- | ----------------- | --------------------------------------------------- | ------------------------------- | --------- |
| 2004 | Screen Weekly     | Лучшее исполнение комической роли                   | Братан Мунна: Продавец счастья  | Победа    |
| 2007 | Filmfare Awards   | Лучшее исполнение отрицательной роли                | Братан Мунна 2                  | Номинация |
| 2010 | Star Screen Award | Лучшее исполнение отрицательной роли                | 3 идиота                        | Победа    |
| 2010 | Filmfare Awards   | Filmfare Award за лучшую мужскую роль второго плана | 3 идиота                        | Победа    |
| 2010 | IIFA Awards       | Лучшее исполнение отрицательной роли                | 3 идиота                        | Победа    |
| 2013 | Kalakar Awards    | Лучшая мужская роль                                 | Ширин и Фархад — баловни судьбы | Победа    |